# 闽语
閩語，俗称福建話，為傳統的「漢語七大方言」架構中的漢語變體之一。閩語分為「狹義閩語」和「廣義閩語」，狹義閩語指的是以省城音為準的「福州話」，而廣義閩語則是語言學所指的「閩語」之下可以劃分的出多種方言（見閩語分支）。閩語實質上是一群相互關聯的聲調語言，主要分布于福建除开汀州客語之外绝大多数地区、海南、广东東南部和南部、浙江南部，和香港、澳門、臺灣以及新加坡、馬來西亞等東南亞國家的海外華裔群體。閩語是汉语的一支。若視漢語為“漢語族”，兼之閩語內部分歧難以互通而視閩語為獨立一語支的話，則其下再分為沿海閩語與沿山閩語兩語組，兩語組下則有數支閩語的語言。若視漢語為一種語言，則閩語是它的一级方言，下分數支二級方言片。
关于闽语的起源目前存在「本土起源说」和「齐语分化」说两套理论。
本土起源说认为，闽语的历史悠久，其源头可追溯到5000年前福州昙石山文化以及后期的闽越文化。閩語在其他国家華人居住地区也有相當鉅大的影响力。截止至2002年，以各种闽语为母语的總人口數大約在7500萬以上，比粵語使用人口多，但在海外的分佈範圍不如粵語廣。閩語（包括其下的各支閩語言）也是聲調語言，這點跟漢語下的一眾語言相同。
闽语的形成是多源流的。其中存在闽越语（閩越人的語言）的底層詞彙，上古時期吳語和楚語（湘語）的詞彙也有留存。後來在六朝和唐末五代時期，先後由中原移民帶來上古汉语和中古汉语的中原汉语因素，逐漸形成定型的系統。闽语也是汉语族中保留上古汉语特色较多的一个语言。
齐语分化说认为，现代汉语的各主要方言基本是因五代十国时期的割据分化形成的。语言上出现了独特的演化方向，最有特色的是翘舌音变成了普通舌尖塞音。衣冠南渡的福建人保留了齐语口音，并在此基础上分化为各种闽语。
闽语被看作是汉语族中语言现象较复杂、内部分歧较大的一支；尤其是在福建中部的山区，方言分布极为复杂，素有“十里不同音”之称。1955年，中国大陆学术界将闽语作为一个语支，下分闽南、闽北两语；1963年则合而为一，下分闽东、莆仙、闽南、闽北、闽中、五种语言；2012年则全部降为了片，在闽语内下分闽东、莆仙、闽南、闽北、闽中、邵将、琼文、雷州八片，与粤语和吴语划分一致。
闽语的中心地带是福建，隨閩民系的移民而傳播。日本、美国、馬來西亞（詩巫和實兆遠）等地的华人以福州人移民居多，当地所稱的福建话指福州话。新加坡、馬來西亞、泰國、印尼、菲律賓等东南亚地區的華人以闽南人移民数量最多，当地所稱的福建話指泉漳話。

## 历史

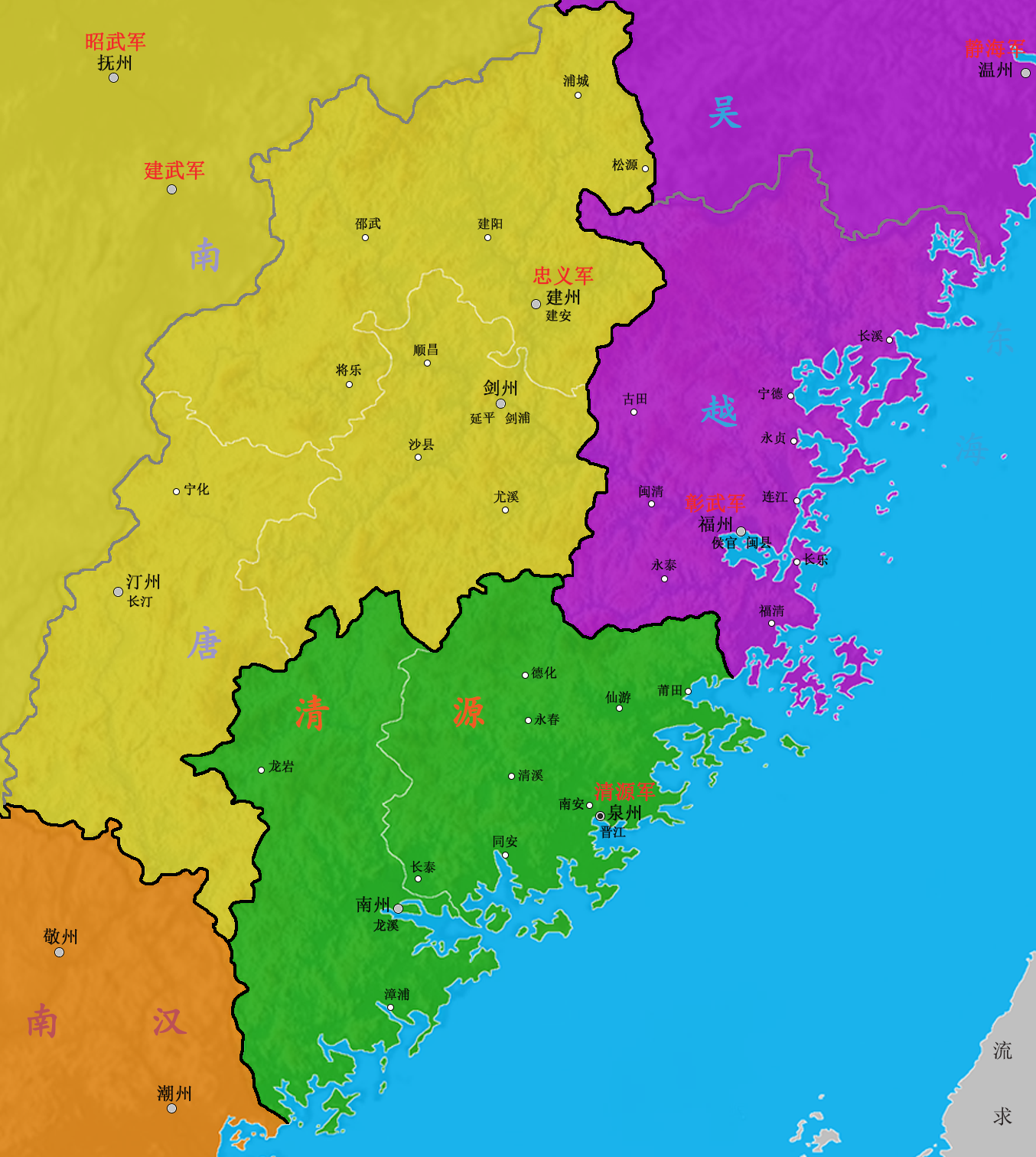
闽地三分时期（945年—978年）是中古闽语分化为闽东片、闽南片和闽北片的过程中的一个重要时间节点。

福建最早是百越族的七闽地，春秋时期属越国地界。战国后期，越国被楚国所灭，越国王族退到现今的福建境内建立闽越国，与当地原住民融合为闽越族，形成閩越語。古代閩越語民與現代壯侗語系的民族存在一定血緣關係，閩越語的詞彙成份在各閩語中有所保留，這是語言學界的共識。透過語言比較可以發現，閩語底層詞彙中含有一些壯侗語系的詞彙。例如，在邵將語的白讀中，把「人」（男性）稱為「倽」（「sa˨˨」或「ʃa˨˨」），就與壯語同義單詞相近；武夷山有地名「拿口」、「拿坑」，「拿」在壯侗語系中是「田」的意思，壯語讀。閩語、客家語和粵語中均存在大量「有音無字」的詞彙，這些是從壯侗語系語言中保留下來的詞彙底層。
前110年，汉武帝灭闽越，将大量闽越族迁往江淮一带居住。福建之地空虚，只有汉朝的驻军驻守在此。这些驻军多為江東的吳人和江西的楚人，他们将自己的母语——古吳語和古楚語（古湘語）带入福建地区，融入了闽越语元素，最后形成原始闽语。正因为如此，今日的闽语各分支的常用詞中，都或多或少地保留有古吳語和古楚語的成分。
西晋末年，发生永嘉之乱，大量中原的汉人迁入福建避祸，晋安郡的人口激增，史称“八姓入闽”。这些移民带来大量中原汉语的音素。唐朝时期，因科举制度的影响，切韵的音系被引入福建。後來到唐末五代十國时期，又有兩批中原人來到福建。669年，陈政、陈元光父子率军自河南固始迁入福建，平息“蛮獠啸乱”，设立漳州，在閩南發展。固始人王潮、王审邽、王审知三兄弟随光寿军攻入福建，后来又建立闽国，割据福建达四十余年。閩國末期，殷帝王延政據閩北的建州（今建瓯市），與福州的閩國朝廷分庭抗禮。闽国灭亡后，闽地三分，分属南唐、吴越和清源军。这些事件都对闽语产生了重大而深远的影响。
闽语支主要通行的福建地区多山，交通不便，因此素有“十里不同音”之称。闽语的祖語是原始閩語，而原始閩語是从上古汉语或中古汉语中分化而来的，这与四川境内已经灭亡的巴蜀语的形成非常相似。至于原始闽语何时开始分化为各种互不相通的语言，今日的语言学界存在很大的争议。不過，從對《集韻》中語音的分析可以發現，閩語分化的時間在宋朝初年以前，當時建州（閩北）、福州（閩東）、泉州（閩南）三地的方言已經出現了不少差異。學者李如龍認為各閩語的分化時間是在唐末五代時期。
此後，由於戰爭導致的人口大規模遷徙，使原閩北語使用地區變化頗大。吳語使用者遷入閩北浦城縣，浦城北部被吳語化；贛語、客家话使用者遷入邵武軍（今邵武、將樂一帶），邵將地區被客、贛化，形成邵将语（其地位仍有争议）；閩南人與客家人遷入沙溪一帶，其語言與閩北語接觸後形成閩中語。興化府地區（今莆田市）由於與省城福州交往密切，吸收大量閩東語元素，形成莆仙語。閩東、閩南、閩北、閩中、莆仙五區自此逐漸形成。
明清时期，大量闽南人乘船移民到浙江南部、广东南部以及海南和台湾，将闽语闽南片传播到沿海各地，形成了现今的格局。也有不少福建人移民到海外的东南亚等地，因此东南亚国家也有相当数量的说各种闽语的族群。

## 分支
闽语支内部差异巨大，各语言之間基本上无法相互通话。閩語大致可以分為閩東、閩南、閩北、閩中、莆仙五大支系，西方學者多將它們視為獨立的語言，而中國大陸學者則多將它們視為漢語閩方言的不同「区」。如果按照現時最新劃分，把舊時劃為「閩語支」下的一級「語」給全部降級為「片」，然後再把原來的「片」降為「小片」。也就是變成在以「語」的二級劃片為「片」，而在「片」裡面再分三級劃片為「小片」，使其與粵語和吳語劃分層級情況一致。關於語言學家對閩語分區的歷史，可參見詹伯慧1995年的《關於閩方言研究的一些思考》。
舊時由侯精一編的《現代漢語方言概論》（2002年出版）中，將閩語劃分為如下八個片區：
1. 閩東方言（閩東語）：1987年的《中國語言地圖集》中稱之為閩語大區的閩東区，[23][24]通行於福建東北部地區，分为南片（侯官片）和北片（福宁片），南片以福州話为代表，北片以福安话为代表。[22]浙南地区通行的蛮讲受到吳語甌江片很深刻的影響，歸屬存在爭議，《現代漢語方言概論》、[25]《中國語言地圖集》都將其劃屬閩東方言之下。[24]
2. 閩南方言（闽南语）：《中國語言地圖集》中稱之為閩語大區的閩南区，[24]通行於福建東南部、浙江南部、廣東東部及臺灣，可分为东、西、南、北四个小片，分别以厦门话、龙岩话、漳州话、泉州话为代表。浙江南部通行的閩南語屬北片，近於泉州話；臺灣通行的臺灣話混合有泉州話和漳州話的特色，屬東片近於廈門話。潮汕地區的潮汕話屬南片，近於漳州話。[22]《中國語言地圖集》中的劃分方法與《現代漢語方言概論》差異較大，將閩南三地、浙南和臺灣的閩南語統稱泉漳片，潮汕地區的閩南語統稱潮汕片，又將通行於三明市大田縣的大田閩語劃歸閩南語之下，稱為大田片。[24]
3. 閩北方言（闽北语）：《中國語言地圖集》中稱之為閩語大區的閩北区，[24]通行於福建西北部地區，分為東南片和西北片，東南片以建瓯话为代表，西北片以建陽話為代表。[22]
4. 閩中方言（闽中语）：《中國語言地圖集》中稱之為閩語大區的閩中区，[24]通行於三明的三元区、沙县区、永安市，以永安话为代表。可分為南片（永安）、北片（沙縣）兩個方言片。[22]
5. 莆仙方言（莆仙语/兴化语）：《中國語言地圖集》中稱之為閩語大區的莆仙区，[24]以莆田话为代表，分布在清末的兴化府一带，即莆田、仙游及其周边地区。可分為北片（莆田）、南片（仙游）兩種方言。[22]
6. 邵將方言（邵將語）：也稱閩贛過渡區、閩客贛過渡區、邵將閩語，《中國語言地圖集》中稱之為閩語大區的邵将区，[24]分布在邵武、将乐一带，為閩語、客家語、贛語的混合型土語。可分為北片（將樂）、南片（明溪）兩個片。[22]昔日有的學者認為它是閩北語的方言，也有學者認為是贛語撫廣片的方言。
7. 閩粵過渡區：中山閩語各小片受到粵語的影響，或多或少都混入了不少粵語詞彙和語音特徵，因而與閩南語的泉漳片和潮汕片出現了一定程度的差異。《中國語言地圖集》將中山閩語歸為閩南語的中山片。
8. 閩語過渡區/閩語混合區，為大田閩語和尤溪閩語等戴雲山一帶所有具有特色的土語之統稱，分佈在三明市大田縣、尤溪縣一帶。可分為東片（尤溪）、西片（大田）兩個片。[22]為各種閩語的混合型土語。《中國語言地圖集》將大田話歸為閩南區大田片，尤溪話歸在閩東區侯官片之下。[24]
9. 瓊雷方言（瓊雷話）：分佈在海南岛和廣東雷州半岛一带。可分為北片（海康）、南片（文昌）兩個片。[22]《中國語言地圖集》則將海南話和雷州話分別獨立設「區」，稱為閩語大區的琼文区和雷州区（雷州片）。[24]曾長期被當作閩南語的方言，現被劃出閩南語片區之外。[26]

現時根據中國社科院與澳洲人文科學院編寫的最新版《中國語言地圖集》（2012年出版）中，又將閩語內部的閩語方言重新劃分為如下八個片，然後片的下級為小片的新劃分：
1. 閩東片：通行於福建省東北部，分为南小片（侯官小片）[27]和北小片（福寧小片），以及浙江省南部的浙東南小片。[28]
2. 莆仙片：分佈在明清時期的兴化府一带的範圍，即莆田、仙游的及其周边地区。
3. 閩南片：通行於福建省東南部、浙江省南部、廣東省東部，以及臺灣，分為泉漳小片、大田小片、潮汕小片、浙東南小片、贛東北小片。
4. 閩北片：通行於福建省西北部，分為東南小片（建陽小片）和西北片（建甌小片）。
5. 閩中片：通行於三明的三元区、沙县区、永安市。
6. 邵將片：分佈在邵武、將樂一帶，為閩語、客家語、贛語的混合型土語。分為南小片（邵武小片）和北小片（將樂小片）兩個小片。
7. 瓊文片：分佈在海南岛。分為府城小片、文昌小片、萬寧小片、崖縣小片、昌感小片。
8. 雷州片：分佈在雷州半岛的湛江市、茂名市的電白區。

### 分法歷史
1926年，時任廈門大學國學專刊社社長葉長青在研究閩語時，首次提出分為「平話」、「興化話」、「廈南話」。平話的範圍：閩侯、長樂、連江、羅源、永泰、古田、屏南、閩清、福清、平潭、霞浦、寧德、壽寧、福安。興化話的範圍：莆田、仙遊。廈南話的範圍：思明、晉江、南安、安溪、同安、德化、大田、雲霄、平和、漳浦、詔安、南靖、長泰、海澄、龍溪、永春、龍巖、漳平、寧洋，且這是首篇有關閩語方言的研究與劃分。
1937年，语言学家李方桂在研究闽语时，将闽语分为“闽北方言”和“闽南方言”两支。1955年，中国大陆语言学界延续了这种两区的分区方法。袁家骅在1960年所著的《汉语方言概要》中，也是采用这种分区方法。
闽语的两区分区法是按照“有无鼻化元音”、“次浊声母m、n、ng在口元音前念b、l、g”的规则，把闽语简单的分为“闽北方言”、“闽南方言”两种方言：
其中，“闽南方言”中又有几种情况：
1. 鼻化元音消失，念口元音的：莆田话、雷州话、海南话（注意同(a)类无鼻化元音类型不同，(a)类从来就没有过鼻化元音，只念鼻音韵尾，而这类是某些韵摄的阳声韵变为鼻化元音后，鼻化元音再演变为口元音）；
2. 次浊声母在同辅音韵尾（不包括喉塞）-m、-n、-ng、-p、-t、-k相拼也念塞音b、l、g的（按闽南话的l其实是以塞音d成阻，边近音l除阻的）：闽南话泉漳片、闽中语；
3. 次浊声母在同辅音韵尾（不包括喉塞）-m、-n、-ng、-p、-t、-k相拼大部分念鼻音m、n、ng，少部分也念塞音b、l、g的：闽南话潮汕片、雷州话、海南话；
4. 次浊声母在同辅音韵尾相拼部分念鼻音m、n、ng，少部分也念塞音p、t、k的：莆仙话；
5. 只有一个鼻音韵尾的：莆仙语、闽中语、大田话。

「闽南、闽北分区法」是基於福州話和廈門話的異同而立論的。然而，根據这种划分方式，这两种“方言”内部仍然无法互通。而根據1957年中國大陸進行的漢語方言普查發現，閩語之間的差別主要是在東西（沿海與沿山）之別，而並非南北之別。1963年，学者潘茂鼎、李如龙、梁玉璋、张盛裕、陈章太在论文《福建汉语方言分区略说》中，提出将闽语更细地拆分为五个区。“闽北方言”被拆分为闽东区（闽东语）和闽北区（闽北语）；“闽南方言”被拆分为莆仙区（莆仙语）、閩中区（闽中语）和閩南区（闽南语）。这种分区法不久后被中国大陆学术界采纳。后来，又将邵武、将乐一带的方言从闽北语中拆分出来设置邵将区（邵将语）。这种分区法今日已被国际学界大部分学者接受。
在臺灣，曾长期沿用闽语的「闽南、闽北分区法」，将福州话称作“闽北语”。不过近年来已经渐渐被淘汰，改用国际学界通用的分区方法。

#### 新近提出的沿海、沿山分区法
今日有部分语言学者将闽语的各支语言归为“沿海闽语”和“沿山闽语”两类。闽东片、闽南片、莆仙片、瓊雷語等沿海地区的闽语支统称为沿海闽语，闽北片、闽中片、邵将片统称沿山闽语。其中，沿海閩語是較典型的閩語，保留的文白異讀也較多；沿海閩語在多音連讀的時候，廣泛存在著連讀變調、連讀變聲的現象，閩東語中還存在連讀變韻的現象。相對地，沿山閩語的文白異讀比較少，而多音連讀現象在沿山閩語中基本不存在。
在常用詞彙方面，沿山閩語或保留古代的特殊說法（如呼「豬」為「豨」，來自古代南楚方言，沿海閩語無此詞彙），或因客贛方言的影響而放棄舊有的閩語說法（如「人」不說「儂」，與沿海閩語不同）。
由于历史缘故，在沿山闽语中，既有閩語的共同特徵，又有因客贛語支音素影响而產生的特徵。

## 發音
| 閩語   | 閩語            | 閩語            | 閩語            | 閩語            | 閩語          | 閩語          | 閩語          | 閩語          | 官話北京話 |  |
| 閩語   | 閩東片          | 莆仙片          | 閩南片          | 閩南片          | 瓊文片 海口話 | 閩北片 建甌話 | 閩中片 永安話 | 邵將片 邵武話 | 官話北京話 |  |
| 閩語   | 福寧小片 福安話 | 莆田小片 莆田語 | 大田小片 大田話 | 潮汕小片 汕頭話 | 瓊文片 海口話 | 閩北片 建甌話 | 閩中片 永安話 | 邵將片 邵武話 | 官話北京話 |  |
| ------ | --------------- | --------------- | --------------- | --------------- | ------------- | ------------- | ------------- | ------------- | ---------- |  |
| 聲母數 | 15              | 17              | 15              | 14              | 15            | 18            | 16            | 17            | 22         |  |
| 韻母數 | 46              | 56              | 40              | 76              | 36            | 85            | 46            | 41            | 40         |  |
| 聲調數 | 7               | 7               | 8               | 7               | 7             | 8             | 8             | 6             | 4          |  |

註：該表列出的僅為代表方言（括弧後附註）的音素。閩語中的許多語言，在其各方言中聲母、韻母乃至聲調數上都存在差異。

## 语音特色
閩語雖然內部差異性頗大，主要表現在音韻方面，卻仍有不少彼此相通之處。
中國大陸學者李如龍將閩語的共同特徵歸納如下：
1. 在聲母方面：
  1. 中古全濁聲母今讀相對清音[註 3]。逢塞音、塞擦音時，多讀不送氣音，少數字讀作送氣音[註 4]。
  2. 中古輕唇音，在今日不少閩語口語中多仍讀作重唇音[註 5]，此為上古漢語的語音特徵。
  3. 中古舌上音，在今日仍有不少字讀作舌頭音[註 6]，此亦為上古漢語的語音特徵。
  4. 中古匣母字，在今日仍有不少字讀作k、kʰ或零聲母[註 7]。此為閩語特色，與日語漢音相通。
  5. 中古擦音心母、邪母、書母、禪母字，今日閩語口語中有些讀作塞擦音。[註 8]
  6. 某些常用字口語讀音特殊，但十分一致。如母讀h[註 9]。此為閩語特色。
2. 在韻母方面：
  1. 中古開口一等歌韻部份常用字，今日閩語讀作合口呼[註 10]。
  2. 中古開口二等韻部分常用字，今日閩語讀為洪音。
  3. 中古止攝支、脂韻部分常用字，今日閩語韻腹為低元音。
  4. 中古三等韻部分字，今日閩語讀同相應的一等韻字。
  5. 中古四等歌韻部分字，今日閩語讀為洪音。
  6. 中古歌、豪韻字，今日閩語多數讀音相混。

而在聲調方面，各閩語多為7個聲調，少數語言有8個聲調或者6個聲調的。閩北語和閩中語多為6個聲調，而海南語、雷州語多為8個聲調。大部份閩語有兩個入聲調。

## 词汇
语音差异以外，如下表所示，各地词汇有一定差异，影响彼此交流。
| 類型                  | 閩語                 | 閩語                     | 閩語                   | 閩語                       | 閩語                       | 閩語                     | 閩語                                             | 客家语 粵台片 梅惠小片 梅州话 | 粤语 廣府片 广州话 | 贛語 昌都片 南昌话 | 北京官话 北京话 |
| 類型                  | 閩東片 福州話 平話字 | 莆仙片 莆田話 興化平話字 | 閩南片                 | 閩南片                     | 瓊文片 海口話 海南話白話字 | 閩北片 建甌話 建寧羅馬字 | 閩中片 永安話 國際音標 發圈法                    | 客家语 粵台片 梅惠小片 梅州话 | 粤语 廣府片 广州话 | 贛語 昌都片 南昌话 | 北京官话 北京话 |
| 類型                  | 閩東片 福州話 平話字 | 莆仙片 莆田話 興化平話字 | 泉漳小片 厦门话 白話字 | 潮汕小片 汕頭話 潮州白話字 | 瓊文片 海口話 海南話白話字 | 閩北片 建甌話 建寧羅馬字 | 閩中片 永安話 國際音標 發圈法                    | 客家语 粵台片 梅惠小片 梅州话 | 粤语 廣府片 广州话 | 贛語 昌都片 南昌话 | 北京官话 北京话 |
| --------------------- | -------------------- | ------------------------ | ---------------------- | -------------------------- | -------------------------- | ------------------------ | ------------------------------------------------ | ----------------------------- | ------------------ | ------------------ | --------------- |
| 全語共通              | 馬 mā                | 馬 mâ                    | 馬 má; bé              | 馬 mé; bá                  | 馬 má; bé                  | 馬 mǎ                    | 馬 ꜂bɔ                                           | 馬                            | 馬                 | 馬                 | 馬              |
| 全語共通              | 漢字 Háng-cê         | 漢字 Ha̍ng-cī             | 漢字 Hàn-jī            | 漢字 Hàng-zī               | 漢字 Hàng-cu               | 漢字 Hūing-cī            | ？                                               | 漢字                          | 漢字               | 漢字               | 漢字            |
| 閩語共通              | 箸 dè̤                | 箸 dṳ̄                    | 箸 tī                  | 箸 tṳ̄                      | 箸 dū                      | 箸 dṳ̄                    | 箸 ty꜄                                           | 筷只、 箸只                   | 筷子               | 筷子               | 筷子            |
| 閩語共通              | 鼎 dīng; diāng       | 鼎 dêng; diâ             | 鼎 tiánn               | 鼎 tiánn                   | 鼎 díng; tiá               | 鼎 diǎng                 | 鼎 ꜂tio                                          | 鑊頭                          | 鑊                 | 鑊、 鼎罐          | 鍋              |
| 閩語共通              | 雞卵 giĕ-lông        | 雞卵 ge-lê̤               | 雞卵 koe-nn̄g           | 雞卵 ke-láng               | 雞卵 loi-nuí               | 雞卵 gái-suíng           | 雞卵 ꜀ke ꜃sum                                    | 雞卵                          | 雞蛋、雞春         | 雞蛋               | 雞蛋、雞子兒    |
| 沿山閩語及 客家語共通 | 犬姆 kēng-muō        | 狗母 gâu-bó              | 狗母 káu-bú            | 狗母 káu-bó                | 狗母 gáu-mú                | 狗嫲 gĕ-mâ               | 狗嫲 ꜂ø ꜁bɔ                                      | 狗嫲                          | 狗乸               | 狗婆               | 母狗            |
| 沿山閩語及 客家語共通 | 粙 diêu              | 稻 dō                    | 粙仔 tiū-á             | 粙 tiú                     | 粙 tiú                     | 早子 cǎu-cǔ              | 禾 ꜁ue                                           | 禾                            | 禾                 | 禾                 | 稻子            |
| 各語特有              | 汝各儂 nṳ̄-gáuk-nè̤ng  | 汝輩 lṳ́-buè              | 恁、您 lín             | 恁、您 lín                 | 汝儂 lú-lâng               | 你夥人 nì-hǒ-ne̿ng        | 你儕 ꜀ɡi ꜁tse                                    | 你等人                        | 你哋、妳哋         | 你俚               | 你們            |
| 各語特有              | 琵琶兜壁、仙鼠       | 鳥翕                     | 飛鼠 pe-chhú           | 蜜婆                       | 飛鼠、佛鼠                 | 比婆                     | 卑婆燕 ꜀pi ꜁paɯ ieiŋ꜄ 、 老鼠燕 ꜂laɯ ꜂tʃʰy ieiŋ꜄ | 帛婆仔                        | 飛鼠、蝠鼠         | 檐老鼠             | 蝙蝠            |
| 各語特有              | 明旦 màng-dáng       | 逢早 háng-cô̤             | 明仔載 bîn-á-chài      | 明起、明日 mêng-khí, mêng- | 旦白 dàng-be               | 明朝 mĕng-diáu           | 明朝 ꜁bɑ̃ ꜀tiɯ                                    | 天光日、 晨朝日               | 聽日、 聽朝        | 明日               | 明天、明兒      |

## 通行地域
閩語使用者主要通行於福建、海南、廣東、浙江南部及江西、江蘇、安徽、廣西的個別地區，也分布在臺灣、東南亞及歐美各地。根據廈門大學學者李如龍的統計，閩語的使用者人數在中華人民共和國實際管轄範圍約為4200萬（福建1800萬、粵東1500萬、浙南100萬、海南500萬、各方言島200萬）；在臺灣，約有1800萬；在東南亞、西方國家和日本，使用者人數為1500萬以上。

### 福建
福建使用閩語的區域約佔其面積的3/4：鼓樓、台江、倉山、晉安、馬尾、閩侯、長樂、福清、平潭、連江、羅源、閩清、永泰、古田、屏南、蕉城、霞浦、周寧、壽寧、福安、柘榮、福鼎、城厢、涵江、荔城、秀屿、仙遊、思明、海滄、湖里、集美、同安、翔安、鲤城、丰泽、洛江、泉港、晉江、南安、惠安、同安、永春、安溪、德化、芗城、龍文、龍海、長泰、華安、南靖、平和、漳浦、雲霄、東山、詔安、新羅、永定、漳平、大田、尤溪、永安、三元、沙縣、建甌、南平（城關除外）、建陽、崇安、松溪、政和、浦城南部。而金門縣使用閩語閩南片泉漳小片，烏坵鄉使用閩語莆仙片，連江縣（馬祖）使用閩語閩東片侯官小片。

### 廣東
廣東东部地區使用閩語的區域約佔其面積的1/4：汕頭、潮州、澄海、饒平、南澳、揭陽、揭西、普寧、惠來、潮陽、汕尾、海豐、陸豐，以及惠東、豐順、大埔的一部分，雷州半島有6個縣市使用閩語：赤坎區、霞山區、麻章區、
遂溪、雷州、徐聞。
此外，主要通行粵語的中山市沙溪、大涌、火炬区张家边、南蓢和三乡镇等及珠海市拱北、淇澳岛等通行中山閩語；广州市白云区的竹料镇；惠东县的吉隆、稔山等镇；丰顺县的汤坑、留隍乡镇等；大埔縣光德鎮九社、高陂鎮古埜蒲田等村，大约1600万人。

### 海南
海南有13個縣市使用閩語：海口、文昌、瓊海、萬寧、陵水、三亞、瓊中、屯昌、定安、澄邁、昌江、東方（少數民族地區除外），大约500万人。

### 香港
香港有200萬以上人口屬閩海民系，祖籍福建閩南泉漳者約80萬，祖籍閩東福州者約30萬，祖籍福建其他地方的約10萬，祖籍福建的總共大約120萬。而祖籍廣東潮州以及海陸豐總共約80萬至100萬，在歷代以至現今的人口普查中以福建話（閩南話與福州話）為母語的約潮州話的1.7倍(參香港粵語)。香港的閩民系以閩語閩東片和閩南片為母語。
早期香港語言情況較為複雜，但隨逃港潮，大量廣東人口（包括粵、客、閩三大民系）進入香港，而廣州人認為廣州話是廣東最有代表性的方言，力勸香港政府以粵語廣州話作為香港通用語，而且冠以廣東話之名。香港在教育、廣播、政府部門只使用粵語廣州話，不少閩語人口及其後代在廣州話成為香港官方的通用語後放棄閩語，令50歲以下的閩語人口絕大多數都變成粵語廣州話人口，雖然不少仍懂得聽閩語，但很多都不懂得說閩語，很多連一句簡單的閩語句子亦說不出來，大多像各省籍的香港人一樣以中英夾雜的港式粵語與父母或祖父母的閩語溝通，很多在中學中文堂(香港的中文科即廣州話為本的中文)時亦學會粵語正音以應付考試(特別是中文會話科)，只有較少比例對語文有興趣的年輕人口的懂流利閩語，很多50歲以上的中老年人仕亦改以廣州話和子女溝通，但50歲以上的閩籍港人很多都懂得閩語，不過部份因長年沒說閩語而有些生疏，對閩文化較重視的人口以及年紀較大的人仕仍以閩語作為母語，他們保持閩南習俗如信奉天后等，在說起廣州話的時候或有閩語口音。
部份中老年原籍福建或潮州的閩語人口，與較不相熟的同鄉說話時以大多廣州話溝通，但與非常相熟的同鄉以及近親溝通時不少50歲以上人士仍以閩語溝通。五十年代，香港市區有來自中國南方北方各民系各語系的語言，但都以粵語和閩語為主，六十年代末期，香港化運動後，各民系（包括閩民系）都迅速轉以粵語廣州話作為交流語以至日常生活的第一以至第二語言。而以閩南人為大多數的地區（如新加坡以及台灣等地）亦推廣標準漢語，現代標準漢語亦是多數華人的通用語，很多閩民系的後代的標準漢語比閩語更好，而香港的廣州話以外各方言已經變得很式微，但在歷屆的人口普查中，福建話的人口在華語中只比廣州話低，因為祖籍福建人口基數是在廣府人以外中最大群體，在六十年代以前，在香港市區亦經常會聽到閩南話。香港的福建籍人口在民國以及二戰後曾接近總人口的40%，但逃港潮人口中絕大部份來自廣東各地區，廣東省以外的人口比例一直下降，但各省籍的人士亦有把家屬申請到港，因為福建籍人口在民國合法移民大約佔總香港人口的40%，所以申請來港者亦大約有40%為福建籍(但在60年代香港人口即以廣東籍為大多數，因為逃港人口已達總人口的30%，但逃港者居港權未定，在1980年以前極少有逃港者成功把親屬申請到港，家屬移民以民國時來港的廣東福建籍人口為主)，加上福建籍人口亦有從東南亞新加坡等地遷居，人口下降得沒其他省籍人口快，現今社會各界上流、富豪以及非常重要的人物才可參加的全國政協委員，福建籍的亦佔1/4以上，香港的福建籍人口由民國時代的接近40%一直下降至現今的25%。由香港移居外國(如歐美)的福建籍人口，特別是五十歲以下的人士，他們大多數以廣州話在外國溝通。其他省籍的總人口比例亦一直下降。香港人口普查語言分類以及全國政協委員比例大可代表了各族群在港的人數，在廣東籍以外的主要為福建籍，其次則為浙江籍、江蘇籍以及山東籍。

### 其他地區的語言島
明末清初有部分泉州人流入浙江温州府南部的泰順、蒼南、洞頭、玉環、平陽西部等地。在太平天國戰爭之後，浙南閩語人口又流入浙东舟山群島普陀、嵊泗部分地區，以及浙西湖州西北部山区。
江苏、安徽、江西、广西、四川也有閩語使用者。太平天國戰爭之後，浙南闽语人口除流向本省其他地區之外，一部份也播遷至苏南宜兴、溧陽山区以及皖南宣州、徽州山區。但这些人对外都使用當地方言，只有内部才使用闽语。此外，江西的玉山、鉛山、上饒、廣豐等地，廣西的桂平、北流等地亦有閩語人口分佈。

### 臺灣及澎湖群島
臺北市、高雄市、臺中市、臺南市、新竹市、苗栗縣海線地區、基隆市、嘉義市、嘉義縣、新北市、桃園市、彰化縣、雲林縣、屏東縣、宜蘭縣、花蓮縣、臺東縣、南投縣、澎湖縣（臺灣原住民族地區除外），大约1500萬人。臺灣群島及澎湖群島的閩南裔族群主要使用閩語閩南片泉漳小片域外變體，通稱臺灣話、臺灣閩南語或台語，迄今仍為臺灣第二大母語、及使用量第二的語言。根據2009年《中華民國年鑑》，台灣大概有73%的人會使用閩南話 。
由於地域與閩南區隔且曾為日本統治，因此臺灣話已吸納不少日語與現代標準漢語用法（如：臺灣稱煤氣為瓦斯（Gas）從日文發音「，Gasu」而來、摩托車（Autobike）稱為「歐都拜」等，而泉漳話也音近日語），甚至彼此影響而形成臺灣國語。

### 其他海外華人社群
- 日本：日本華人族群主通行閩語閩東片福州話，但也存在閩語閩南片的使用者。

- 美國：美國東部地區超過100萬華人通行閩語閩東片福州話，同時也存在其他閩語社群。

- 馬來西亞：馬來西亞華人人口接近700万人，閩南系族群有200萬人，閩南（泉漳）人在各方言群中排列第1位，潮州與海南人之人口，排列第4及5位。北馬如吉打、檳城盛行漳州話及潮州話，中、南馬如柔佛通行泉州話。福州話主要分佈於詩巫、實兆遠、砂朥越和沙巴的城市。

- 泰國：泰國華人人口接近2600萬人，逾半（56％）為潮州人，海南人11％，閩南（泉漳）人7％。通行潮州音閩南話。唯普吉府及泰南部分地區通行漳州音閩南話。

- 汶萊：華人人口4萬5800人，大部分為閩南（泉漳）系族群。首都斯里巴加灣通行泉州音閩南話。

- 新加坡：華人人口300萬人，閩南（泉漳）系族群約200萬，潮州人有47萬，海南人有15萬，操閩語閩南片者，占了華人總人口的78％。盛行泉州音及潮州音閩南話。

- 緬甸：華人大約90萬人，閩南（泉漳）系移民占约30％，通行泉州音閩南話。

- 印尼：華人人口600万人，閩南（泉漳）民系逾半，海南人與潮州人略少。通行漳州音閩南話，語音接近馬來西亞的北馬閩南話。

- 寮國：華人大約5000餘人，接近多數（90％）為潮州人，通行潮州音閩南話。

- 菲律賓：華人人口約有100萬人，90％為閩南（泉漳）系，大部分祖籍泉州晉江縣。通行泉州音閩南話。

- 越南：華人人口近100萬人，潮州人占34％，閩南（泉漳）系6％，海南人2％，共計42％。通行潮州音閩南話。

## 差異
福州話在福州（福州十邑）地區與海外的（日本、北美、澳大利亞等）福州人社區之間可以互相溝通，與鄰近的福安話也有一定的相近程度，但與泉漳話、莆仙話等其他閩語方言则無法互相溝通。因福州民系的人口基數於在歐美和日本且分佈廣泛。在歐美地區和日本，福建話即指福州話。
閩南地區的泉州、廈門、漳州所使用的泉漳話，和臺灣的臺灣話以及東南亞的福建話可以彼此溝通，與潮汕地區的潮州話也能有一定程度的相互理解性。因閩南民系的人口基數於福建各民系中最為龐大，且分佈廣泛，使之成為具影響力的一支閩語分支。在東南亞地區，福建話即指閩南話。
福建沿山地區，向來有十里不同音的說法，有的甚至僅相隔一山便無法對談。通常越往沿海地區移動，隨著交通的便利和受官話影響，口語的互通程度就越高。

## 研究史
福建地区在唐宋时期曾是汉语音韵学兴盛的地区之一。唐宋年间的两部早期韵图《韵镜》和《七音略》都跟福建人有着很密切的关系。《韵镜》的刊印者三山张麟之可能是福州人（福州别称三山，不过也有其他地方别称三山的），《七音略》的刊印者郑樵是莆田人。但唐宋时期人们关心的只是如何解释《切韵》，而对方言口语并不关心。
已知最早福州话韵书是明嘉靖年间的《戚参将八音字义便览》。清朝康熙年间，又出现了福州话韵书《太史林碧山先生珠玉同声》、闽南语韵书《渡江书十五音》和《拍掌知音》。其中《渡江书十五音》是参照两部福州话韵书编成的。乾隆年间，《戚参将八音字义便览》与《太史林碧山先生珠玉同声》这两部福州话韵书合订为《戚林八音》并出版刊行，该书系统地记载了18世纪福州话的音系，对其他闽语的韵书影响甚大。后来的《安腔八音》、《建州八音》等闽北、闽东地区韵书便是受到《戚林八音》很大的影响。民国初年，广东饶邑隆都人（今汕头市澄海区莲华镇人）张世珍参照《渡江书十五音》，编写了潮州话韵书《潮声十五音》。
福州、厦门、汕头、海南、台湾等地开埠后，西方传教士纷至沓来。为了便于传教，他们创造了福州土腔罗马字（福州话平话字）、兴化平话字、闽南语白话字、建宁府土腔罗马字等文字，以便记载闽语。他们也开始首次用西方语言学理论来描写和解释闽语。日本学者小川尚義在20世纪初调查了台灣閩南语（台湾话），并为台灣話的研究作出了巨大贡献。
1930年代，中国学者用现代语言学理论描写、解释闽语的著作日益增多。陶燠民的福州話著作《闽音研究》（1930年）、羅常培的廈門話著作《廈門音系》、周辨民的廈門話著作《廈門話的語音結構及聲調特徵》（1931年），都是早期的現代語言學著作。這些著作多注重語音研究方面，且並未涉及各閩語之間的相互比較。之後的《四个闽南方言》等著作，也多著重研究單點方言語音分析。
1950年代以後，臺灣學者首先開始詞彙語法調查研究，出版《福佬話詞彙》（李獻璋，1956年）、《福建語法序說》（李獻璋，1950年）、《臺灣語常用詞彙》（王育德，1958年）、《臺灣語典》（連橫，1957年）、《臺灣閩南語辭典》（許成章，1970年）等書籍。不久中國大陸學者也展開類似研究，發表《福建省漢語方言概況》、《福建漢語》等著作。與此同時，海外學者也有出版《閩英辭彙》（陳立鷗、羅傑瑞，1965年）發表。這一時期是两岸方言调查的一个高峰期，閩語的比較語言學有了很大發展。
1970年代以後，語言學界對閩語研究的廣度和深度都有較大進展，蠻話、海南話所通行的較為邊遠的地域，乃至海外各國華人所操的閩語方言，原先都處於研究空白狀態，此時也逐漸開始有了基礎調查材料。隨著方言調查點的密佈，語言學家們得以對其展開更深入地研究。此後，學者們對閩語產生了比較準確的認識，達成了不少共識。目前，閩語的研究規模和研究水平在漢語族各語言中居於比較領先的地位。